# 윤홍식 (야구인)
윤홍식(1962년 6월 26일 ~ )은 전 KBO 리그 야구 선수의 외야수이다.

## 학력
- 1979 ~ 1982 : 천안북일고등학교 (現 북일고등학교)
- 1982 ~ 1986 : 인하대학교 (1985학번)